# Akira Natori
| Odkryte planetoidy: 32 (wspólnie z Takeshim Uratą) | Odkryte planetoidy: 32 (wspólnie z Takeshim Uratą) |
| -------------------------------------------------- | -------------------------------------------------- |
| (4806) Miho                                        | 22 grudnia 1990                                    |
| (4959) Niinoama                                    | 15 sierpnia 1991                                   |
| (5565) Ukyounodaibu                                | 10 listopada 1991                                  |
| (5650) Mochihito-o                                 | 10 grudnia 1990                                    |
| (5744) Yorimasa                                    | 14 grudnia 1990                                    |
| (5784) Yoron                                       | 9 lutego 1991                                      |
| (5855) Yukitsuna                                   | 26 października 1992                               |
| (6042) Cheshirecat                                 | 23 listopada 1990                                  |
| (6136) Gryphon                                     | 22 grudnia 1990                                    |
| (6137) Johnfletcher                                | 25 stycznia 1991                                   |
| (6527) Takashiito                                  | 31 października 1992                               |
| (6610) Burwitz                                     | 28 stycznia 1993                                   |
| (6649) Yokotatakao                                 | 5 września 1991                                    |
| (7131) Longtom                                     | 23 grudnia 1992                                    |
| (7301) Matsuitakafumi                              | 2 stycznia 1993                                    |
| (7525) Kiyohira                                    | 18 grudnia 1992                                    |
| (7952) 1992 XB                                     | 3 grudnia 1992                                     |
| (8865) Yakiimo                                     | 1 stycznia 1992                                    |
| (9367) 1993 BO3                                    | 30 stycznia 1993                                   |
| (9769) Nautilus                                    | 24 lutego 1993                                     |
| (9867) 1991 VM                                     | 3 listopada 1991                                   |
| (11549) 1992 YY                                    | 25 grudnia 1992                                    |
| (11919) 1992 UD2                                   | 25 października 1992                               |
| (12748) 1993 BP3                                   | 30 stycznia 1993                                   |
| 13974 1991 YC                                      | 28 grudnia 1991                                    |
| (15749) 1991 VT1                                   | 5 listopada 1991                                   |
| (17518) Redqueen                                   | 18 grudnia 1992                                    |
| (20041) 1992 YH                                    | 18 grudnia 1992                                    |
| (21053) 1990 VE                                    | 10 listopada 1990                                  |
| (21122) 1992 YK                                    | 23 grudnia 1992                                    |
| (22357) 1992 YJ                                    | 22 grudnia 1992                                    |
| (30885) 1992 UU4                                   | 30 października 1992                               |

Akira Natori (jap. 名取亮 Natori Akira; ur. 1956) – japoński astronom. 
Odkrył 32 planetoidy wspólnie z Takeshim Uratą. 
Od jego nazwiska nazwano planetoidę (5520) Natori.